# Erik Magntorn
Erik Magntorn, född 1966 i Lund, är en svensk barnboksförfattare. Magntorn är utbildad journalist från Göteborgs journalisthögskola och arkeolog från Lunds universitet. Han debuterade med bilderboken Pirater i parken 2006, illustrerad av Anette Isberg Rozijn. Sedan dess har han utkommit med ett tjugotal böcker.
Magntorn mottog 2009 Svenska barnboksinstitutets första Lennart Hellsing-pris för texten i boken Visst finns det drakar (2008).
 Han har samarbetat med många illustratörer, bland andra Ane Gustavsson, Stina Wirsén, Staffan Gnosspelius och Petter Lawenius.

## Verkförteckning
- 2006 Pirater i parken, Damm
- 2007 Pojken i havet, B. Wahlströms
- 2008 Visst finns det drakar!, B Wahlströms
- 2009 Ditt stora äventyr, B Wahlströms
- 2010 Hitta barnen!, Lindskog Förlag
- 2011 Leta loppan, Lindskog Förlag
- 2012 Fantastiska fiskar, Lindskog Förlag
- 2012 Livet på landet. En flugas dagbok, LRF
- 2013 Ture torsk. Torsdag, Lindskog Förlag
- 2013 Tardeus och det ryska huset (tillsammans med Marita Gleisner), Lindskog Förlag
- 2014 På uppdrag i Uppåkra, Lindskog Förlag
- 2015 På uppdrag i spökhuset, Lindskog Förlag
- 2015 Sagan om Halvdan Hårde, Hirschfeldts
- 2016 En ballongfärd genom tiden, Lindskog Förlag
- 2017 Tomte i trubbel, Lindskog Förlag
- 2019 ABC om hur DE: känslor och sånt, Lindskog Förlag
- 2019 Blandade djur, Lilla piratförlaget
- 2021 Fjärilshjärtat, BonnierCarlsen
- 2021 Anna och det stora teaterspektaklet, Lindskog förlag
- 2022 Sagan om Sjönöff och Mustang, Bonnier Carlsen

## Översättningar
- 2004 Erik Schrader, Lär dig rita monster, från danska, Damm
- 2011 Léna Ellka, Monsieur Herberts bästa uppfinning, från franska, Lindskog förlag

## Antologier
- 2015 Barnen i Bosmålatorpet, Kulturens årsbok